# Oscarinus lodingi
Oscarinus lodingi är en skalbaggsart som beskrevs av Cartwright 1957. Oscarinus lodingi ingår i släktet Oscarinus och familjen Aphodiidae. Inga underarter finns listade i Catalogue of Life.